# Isanosaurus
Isanosaurus là một chi khủng long, được Buffetaut V. Suteethorn Cuny Tong Le Loeuff Khansubha & Jongautchariyakul mô tả khoa học năm 2000.